# Polisolfani
I polisolfani sono composti chimici costituiti da una catena di atomi di zolfo terminante con atomi di idrogeno, di formula molecolare generale HSnH.
Presentano un colore che va dal trasparente (per le catene più corte) fino al giallo (per le catene più lunghe), con un colore sempre più intenso al crescere della lunghezza della catena.
Sono stoccati in recipienti trattati con acidi in modo da eliminare qualsiasi traccia di alcali, che altrimenti provocherebbero la decomposizione dei polisolfani. La decomposizione dei polisolfani produce acido solfidrico (H2S) e zolfo S8.
Possono essere sintetizzati a partire da polisolfuri, versandoli in una soluzione concentrata di acido cloridrico a bassa temperatura.